# Do you remember?
『Do you remember?』（ドゥー・ユー・リメンバー）は、moumoonのメジャー1枚目のシングル。

## 収録曲

### CD
1. Do you remember?
  - 2006年11月か12月に作った曲[1]。最初は優しい曲だったが、歌詞を書いているうちに激しさが増していったらしい。後にYUKAの歌詞に影響を与える曲となる。[1]。
2. looking for myself
  - YUKA曰く「ライヴで出来る明るい曲を作ろうということで作ったもの」[1]。2年前に作っていた曲を引っ張り出し、歌詞とサビを変えて収録した。[1]。
3. Flowers〜English ver.〜
  - 2人で作った最初の曲の全編英語詞版[1]。柾曰く「自分たちにとっても大事な曲で、もう1回入れたい」[1]。
4. Do you remember?〜instrumental〜
5. looking for myself〜instrumental〜

### DVD
1. Do you remember?（Music Clip）

## タイアップ
| 曲名               | タイアップ                                  |
| Do you remember?   | TBS系「恋するハニカミ!」12月度テーマソング  |
| Do you remember?   | TBS系「むちゃぶり!」1月度エンディングテーマ |
| looking for myself | 常口アトムCMソング                          |